# Jörg Homeier
Jörg Homeier (* 29. Mai 1942 in Berlin; † 13. April 2019) war ein deutscher Architekt und Hochschullehrer.

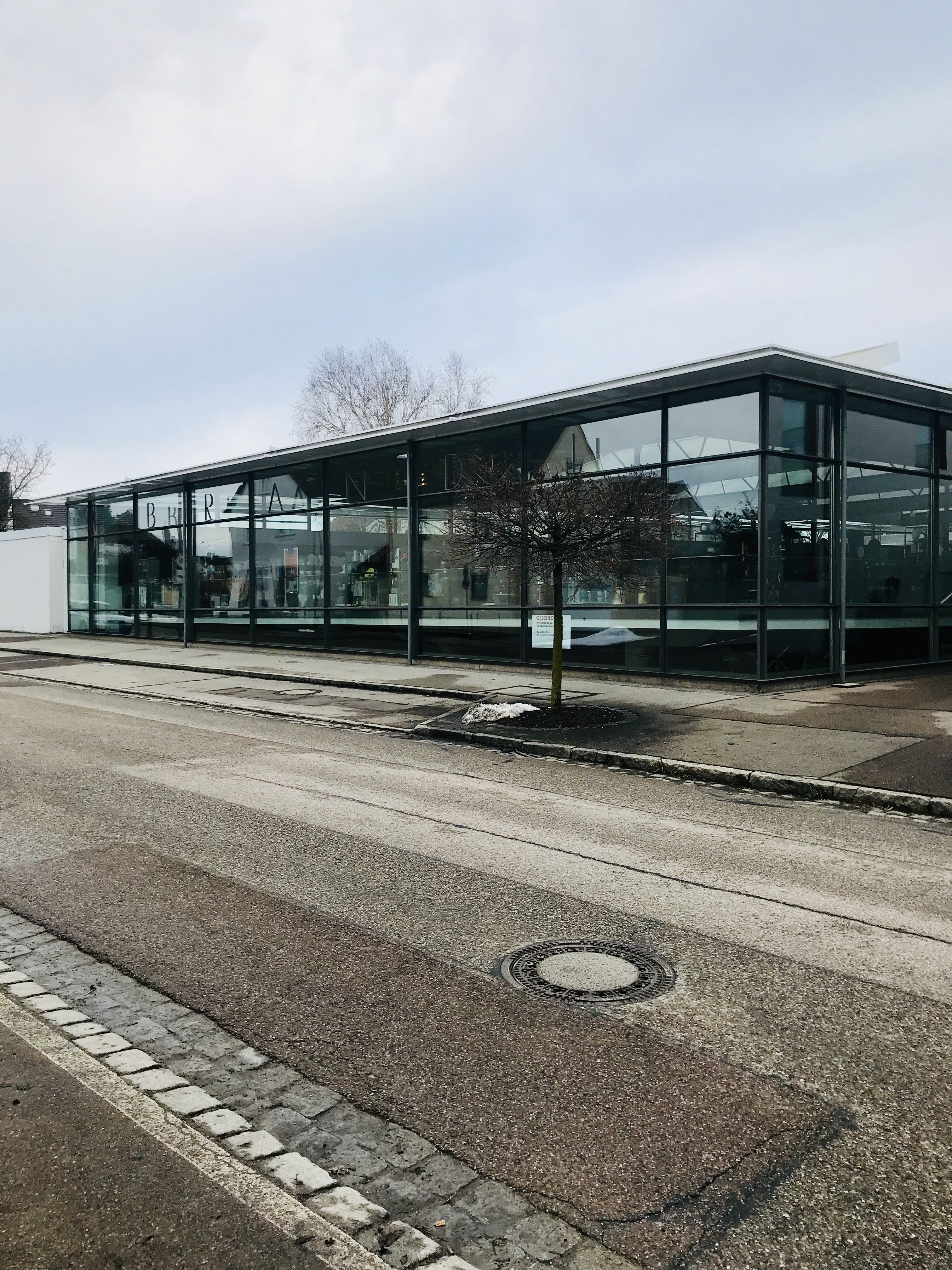
Verkaufsgebäude, Eitensheim

## Werdegang
Jörg Homeier studierte Architektur an der Technischen Universität München und arbeitete nach dem Diplom bei Eberhard Schunck. Zwischen 1977 und 1988 war er als Mitarbeiter im Diözesanbauamt Eichstätt unter der Leitung von Karljosef Schattner tätig. Homeier führte mit Gerold Richter gemeinsam das Münchner Architekturbüro Homeier + Richter.
Mitgliedschaften
Homeier war Mitglied im Bund Deutscher Architekten.
Lehrtätigkeit
Jörg Homeier war Professor für Architektur an der Hochschule München.

## Bauten

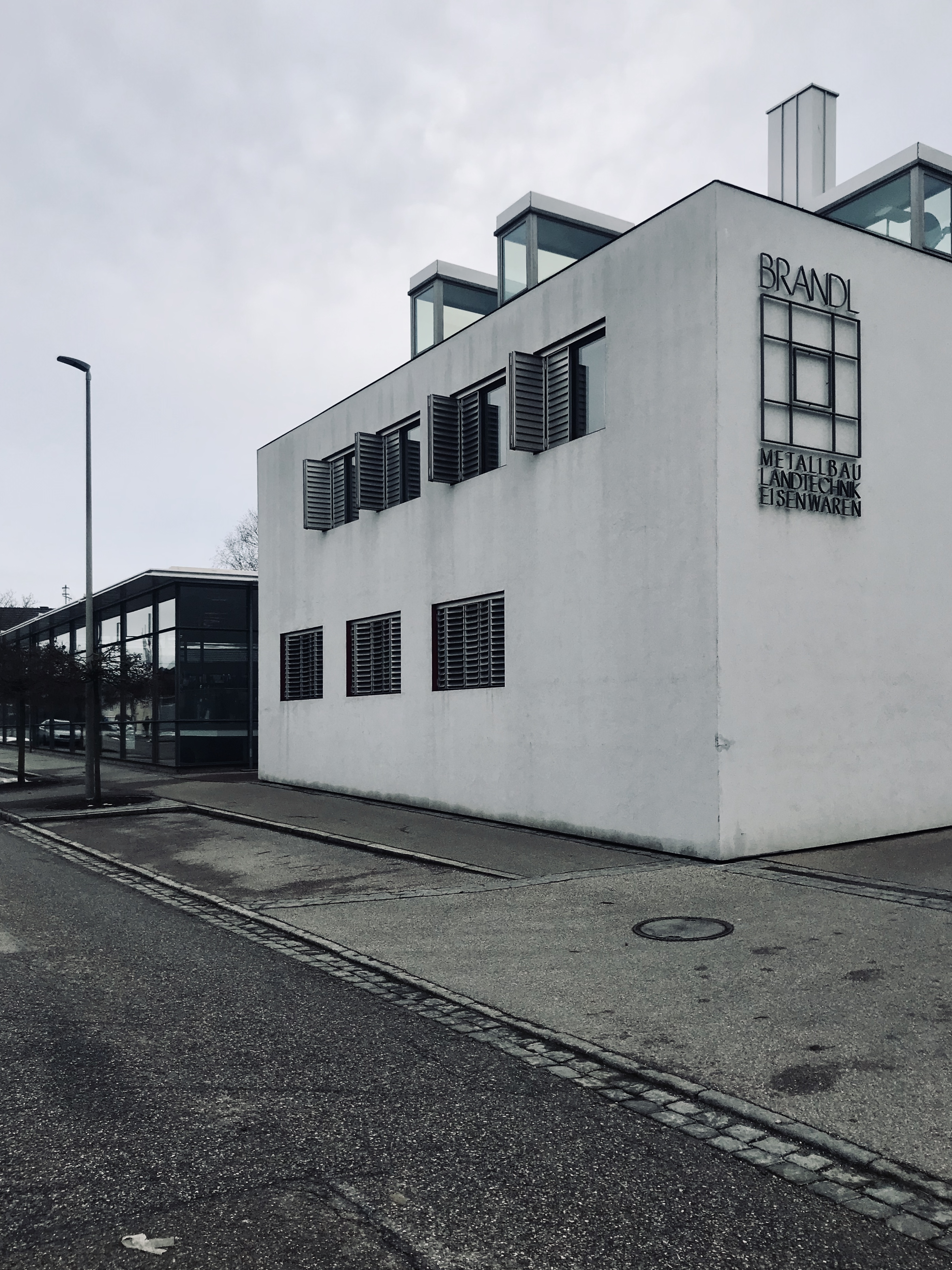
Brandl Metallbau, Eitensheim

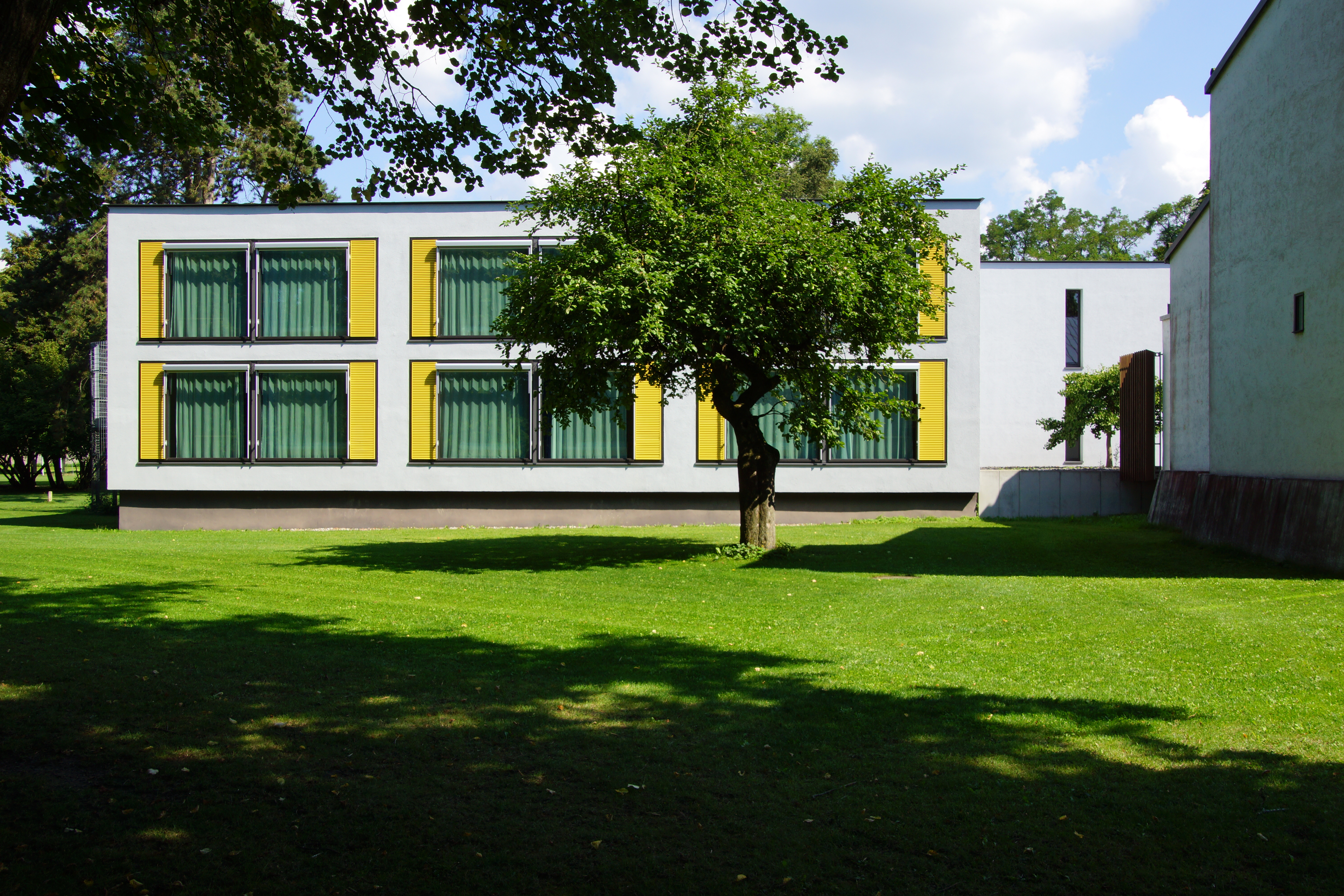
Bettenhaus I, Pfünz

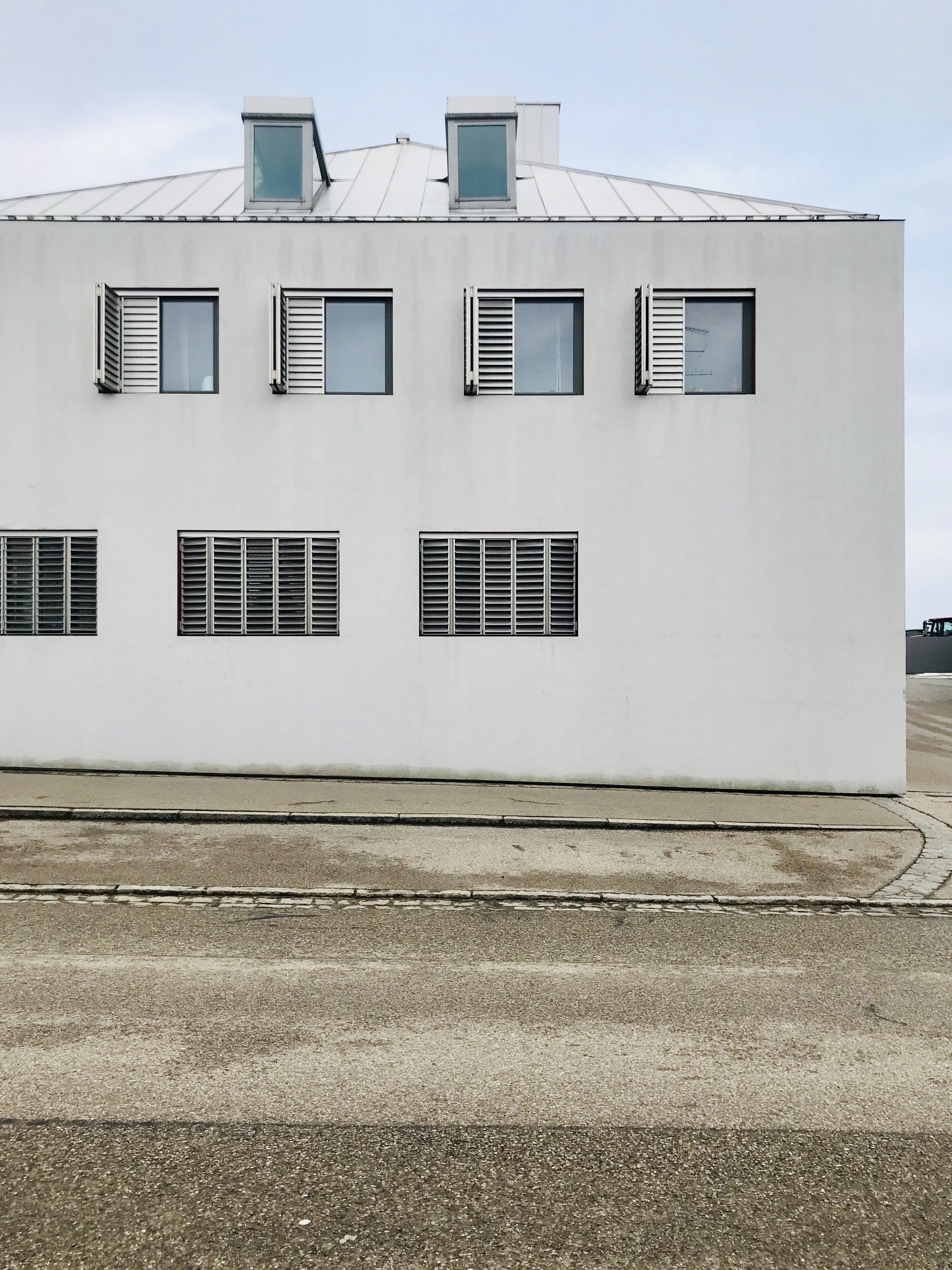
Sanierung Verkaufsgebäude

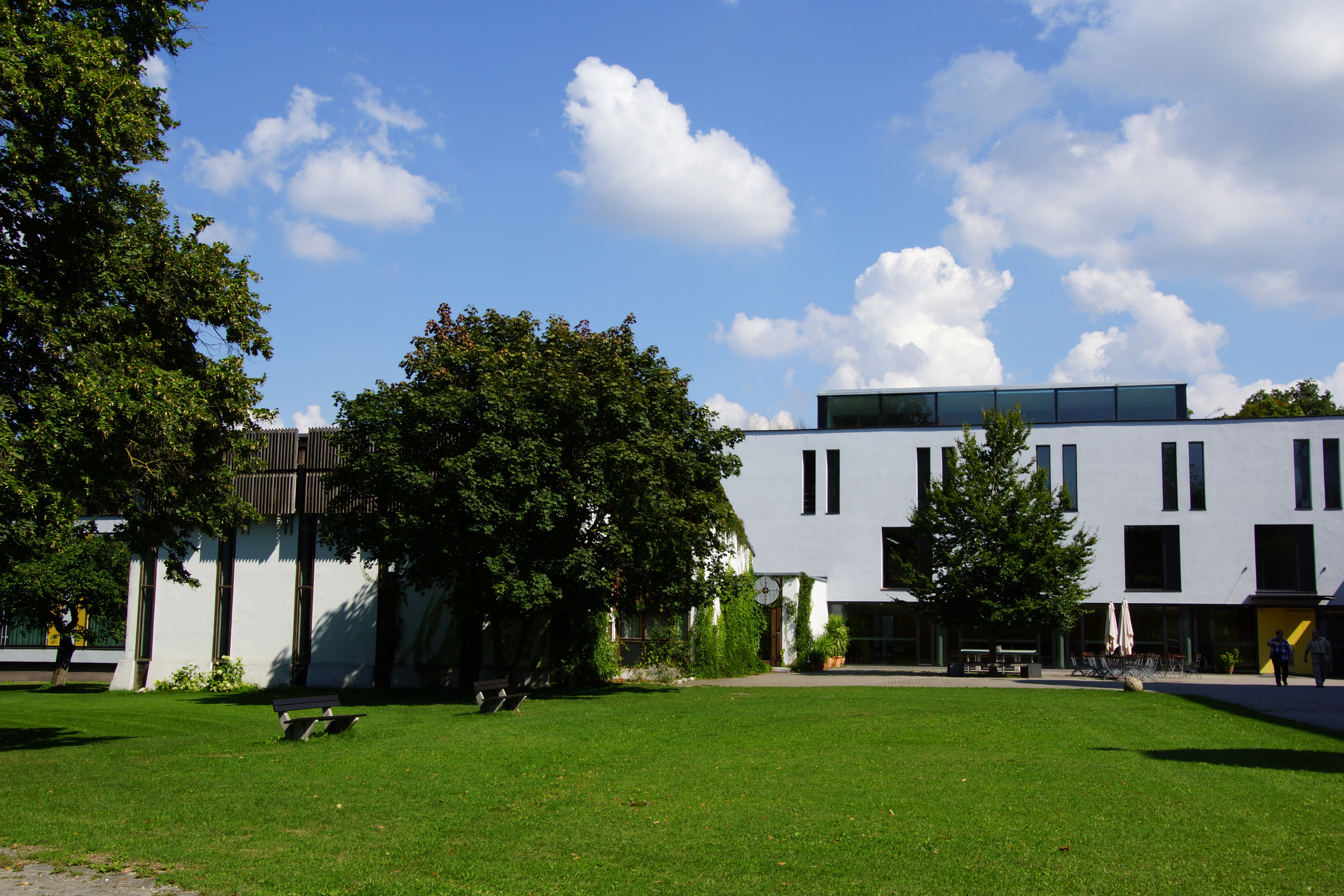
Eingangsgebäude, Pfünz

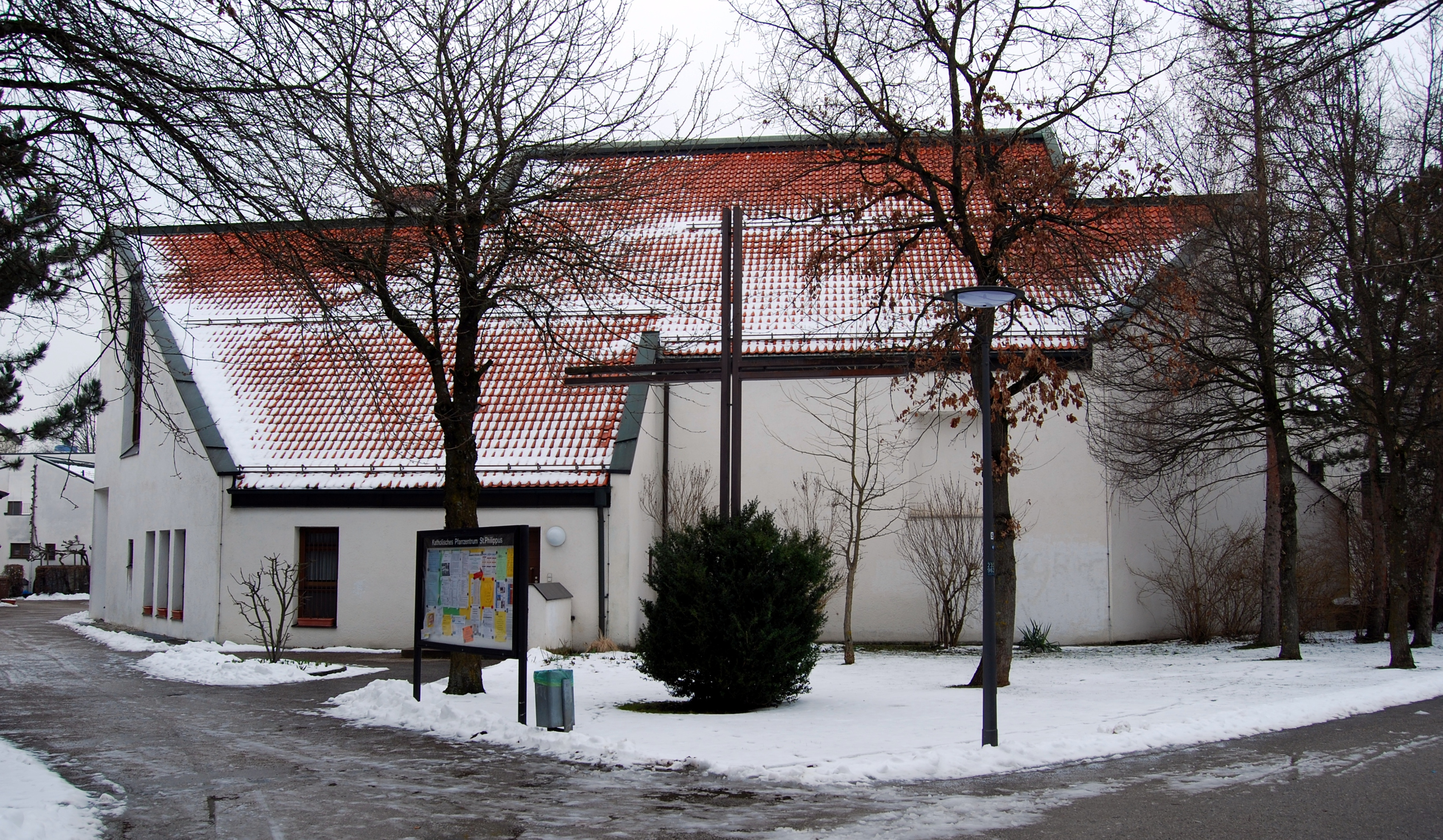
St. Philippus, München

als Mitarbeiter bei Eberhard Schunck:
- 1975–1977: Willibald-Gymnasium, Eichstätt. Landschaftsarchitekt Gerhart Teutsch[2]

als Mitarbeiter im Diözesanbauamt Eichstätt unter Leitung von Karljosef Schattner:
- 1978–1980: Umbau Ulmer Hof
- 1979–1981: Gebäude Ostenstraße 18, Eichstätt
- 1977–1982: Umbau zum Diözesanmuseum
- 1985: Anbau Diözesanarchiv
- 1985–1987: Institut für Journalismus
- 1985–1988: Umbau des ehemaligen Waisenhauses
- 1986–1988: Mensa (unter Denkmalschutz)

eigene Bauten:
- 1979–1980: Dominikaner Weinstube, Eichstätt
- 1984: Dachausbau, Eichstätt mit Karljosef Schattner[3]
- 1990: Umbau et sedia, Regensburg mit Karljosef Schattner
- 1991–1992: ART IN Gallerie für zeitgenössische Kunst, Nürnberg

als Partner des Architekturbüros Homeier + Richter:
- 1996: Pfarrzentrum St. Philippus, München[4]
- 1997: Stadtsaal, Dillingen[5]
- 1998: Werkhalle und Verkaufsgebäude Brandl, Eitensheim (Bauingenieur: Johann Grad, Lichtplaner: Walter Bamberger)[6]
- 2000–2003: Krebshaus, Eichstätt[7]
- 2003–2005: Eingangsgebäude und Bettenhauses I, Schloss Pfünz
- 1998–2009: Wohnbebauung an der Lothringer Straße, München mit Meck + Köppel
- 2015: Pfarrzentrum St. Hildegard, Edelsfeld[8]
- 2022: Pfarrhaus und Pfarrheim, Preith

## Auszeichnungen und Preise
als Mitarbeiter im Diözesanbauamt Eichstätt
- 1981: BDA-Preis Bayern für Bürogebäude, Eichstätt[9]
- 1981: Architekturpreis Beton für Bürogebäude, Eichstätt
- 1983: BDA-Preis Bayern für Umbau Ulmer Hof, Eichstätt[10]

eigene Preise
- 1993: Architekturpreis der Stadt Nürnberg für ART IN Gallerie für zeitgenössische Kunst, Nürnberg
- 1998: Balthasar-Neumann-Preis für Werkhalle und Verkaufsgebäude Brandl, Eitensheim[11]

## Vorträge
- 2007: Kunstverein Ingolstadt[12]